# Pristifelis attica
Il pristifelide (Pristifelis attica) è un mammifero carnivoro estinto, appartenente ai felidi. Visse verso la fine del Miocene (circa 10 - 6 milioni di anni fa) e i suoi resti fossili sono stati ritrovati in varie zone d'Europa, che vanno dalla Spagna alla Grecia.

## Descrizione

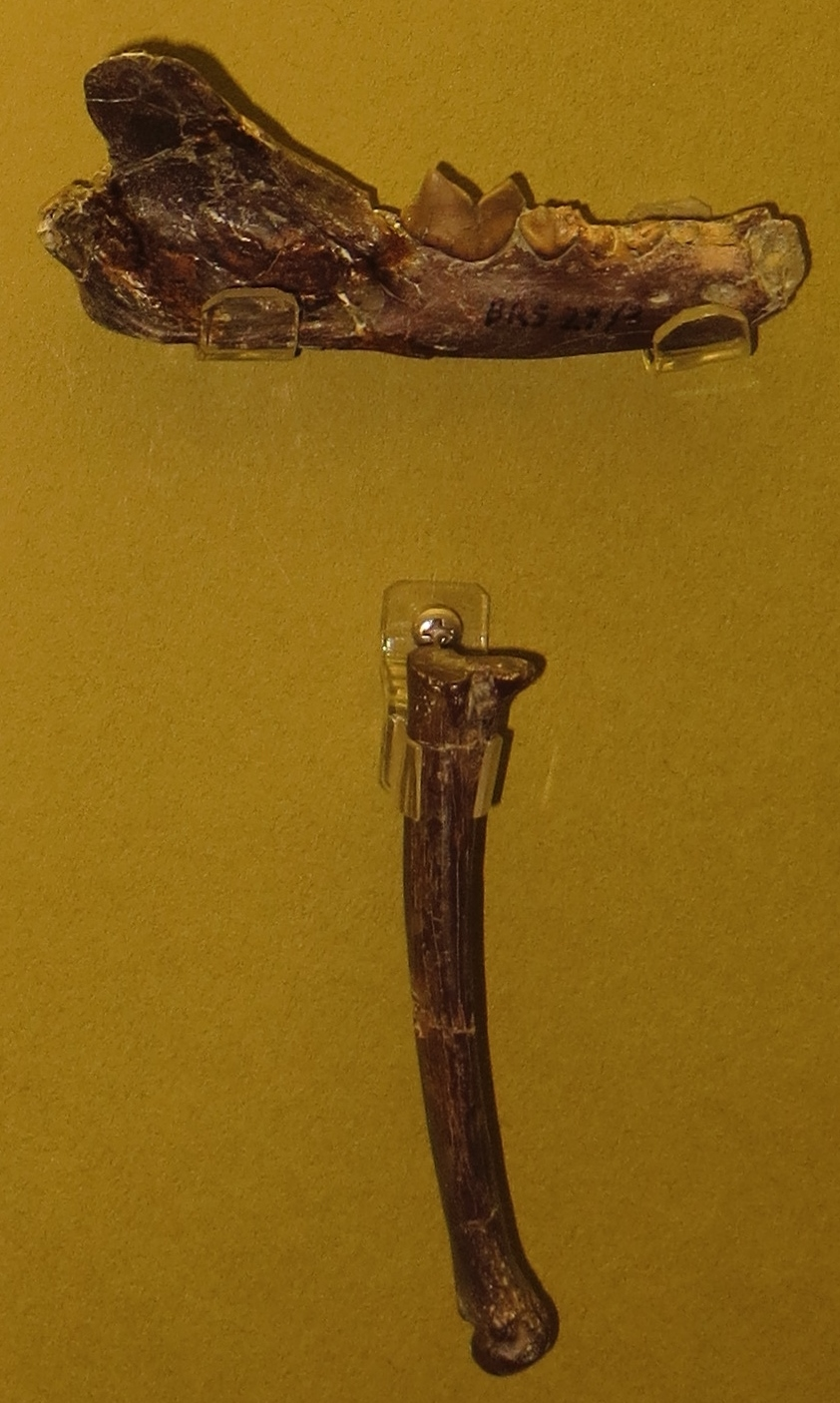
Mandibola e metacarpo sinistro di Pristifelis attica

La corporatura di questo animale doveva essere molto simile a quella di un odierno gatto dorato, o forse a quella di un serval. Le dimensioni dovevano essere quelle di una lince rossa (Lynx rufus), ma il profilo era più allungato. In ogni caso, Pristifelis era uno dei felidi più piccoli del Miocene. 
Si differenziava dai suoi probabili antenati (come Styriofelis o Leptofelis) principalmente grazie ad alcune caratteristiche della dentatura e del cranio: era scomparso il secondo premolare inferiore, così come la cuspide posteriore del carnassiale inferiore. Questa riduzione della dentatura permise l'accorciamento del muso, rendendolo molto simile a quello degli odierni gatti.

## Classificazione
Descritto per la prima volta da Wagner nel 1857, questo animale è stato a lungo considerato un primitivo rappresentante del genere Felis (Felis attica). Solo nel 2012 una riclassificazione dei felidi miocenici europei (Salesa et al., 2012) ha portato all'istituzione del genere Pristifelis, considerato potenzialmente ancestrale alle specie plioceniche di felini, come Felis lunensis, ma abbastanza distinto dal genere Felis da essere considerato un genere a sé stante.